# 中臣可多能祜
中臣 可多能祜（なかとみ の かたのこ）は、古墳時代の豪族・中臣氏の一人。